# 袁血卒
袁血卒（1908年5月18日—2004年），男，原名袁光举，又名袁汉澄，陕西宁陕城关镇人，中华人民共和国政治人物，他自称是宁都起义的领导人之一（但被同参加起义的苏进否认）。曾任民政部党组成员、副部长，第六届全国政协委员。
1958年，袁血卒曾任天津化工学院党委书记兼院长。